# Blair House
Blair House (česky Blairův dům), také označovaný The President's Guest House (česky Dům pro prezidentovy hosty) je státní rezidence ve Washingtonu, hlavním městě Spojených států. Říká se jí „nejexkluzivnější hotel světa”, protože se používá hlavně pro ubytování státních návštěv a dalších hostů prezidenta USA. Části tohoto komplexu budov slouží jako oficiální rezidence již od 40. let 20. století.
Blair House se nachází na Pennsylvania Avenue proti Bílému domu. Komplex se skládá ze čtyř dříve samostatných domů – Blair House, Lee House, Peter Parker House a 704 Jackson Place. Přestavby mezi 50. a 80. lety 20. století domy propojily. Výsledný komplex má 14 apartmánů pro hosty o celkové ploše asi 6500 metrů čtverečních, a je tak větší než obytná část Bílého domu. Blair House je jednou z několika rezidencí vlastněných vládou Spojených států pro účely prezidenta a viceprezidenta Spojených států – dalšími jsou například Bílý dům, Camp David, One Observatory Circle, Presidential Townhouse a Trowbridge House.
Během rekonstrukce Bílého domu od konce listopadu 1948 do 27. března 1952 v Blair House žil prezident Harry S. Truman se svou rodinou. Truman zde v roce 1950 přežil pokus o atentát. Blair House je jeden z pouhých pěti domů, které kdy sloužily jako sídlo prezidenta USA, a jeden ze tří (spolu s Bílým domem a The Octagon House), které stále stojí.

## Název
Původně se Blair House jmenovala jedna ze čtyř staveb, které byly sloučeny ve dvacátém století. Americké ministerstvo zahraničí obecně používá název Blair House k označení celého komplexu, označuje jej i jako President's Guest House. Úřad General services administration označuje celý komplex jako President's Guest House a název Blair House používá pouze k označení historické budovy Blair House.

## Dějiny

### Před spojením

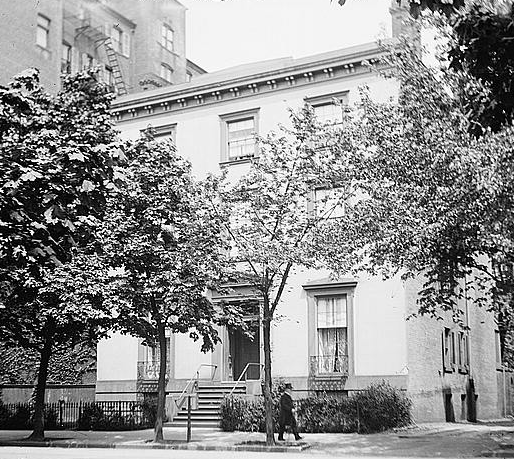
Blair House jako samostatná budova kolem roku 1919

#### Blair House
Blair House byl postaven v roce 1824. Je nejstarší ze čtyř budov, které tvoří President's Guest House. Vznikl jako soukromý cihlový dům pro Josepha Lovella, osmého generálního chirurga armády Spojených států. Dům v roce 1836 získal Francis Preston Blair, vydavatel novin a vlivný poradce prezidenta Andrewa Jacksona. Dům zůstal v majetku jeho rodiny následujících sto let.
Dům zdědil syn Francise Blaira, Montgomery Blair, generální poštmistr ve vládě Abrahama Lincolna. Na schůzce v Blair House konané 18. dubna 1861 předal Francis Preston Blair Robertu E. Leeovi nabídku Abrahama Lincolna z předchozího dne, aby v blížící se americké občanské válce velel všem silám Unie. Později téhož roku se zde konala konference, která rozhodla, že admirál David Farragut bude velet útoku na New Orleans.
V roce 1939 byla ministerstvem vnitra Spojených států u domu umístěna pamětní deska, čímž se stal prvním domem, který získal federálně uznané orientační označení; předtím pamětní desky v USA označovaly jen památky a historická místa jiná než domy.

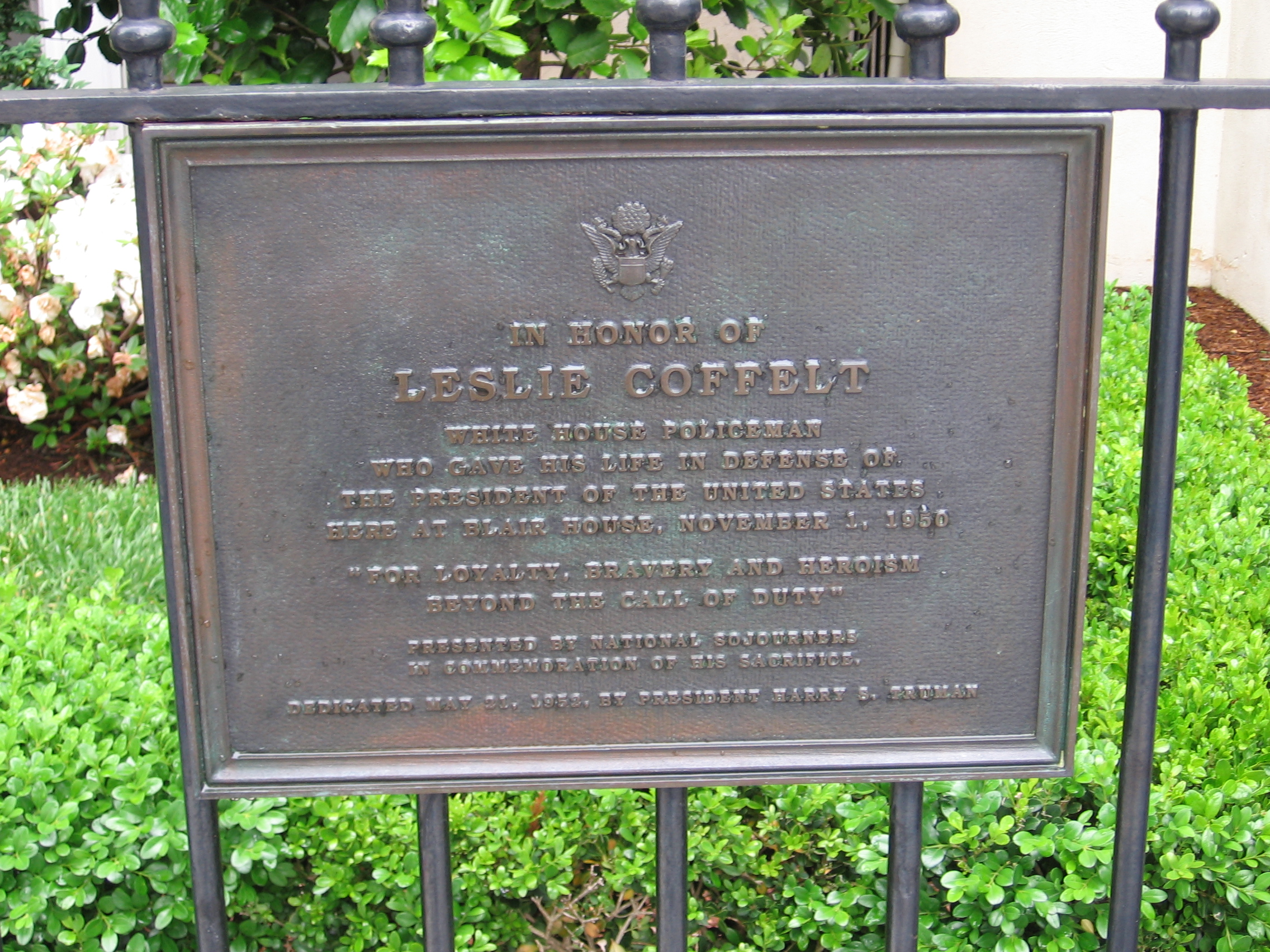
Pamětní deska před Blair House připomíná policistu Leslieho Coffelta, který byl zabit při obraně budovy v roce 1950.

Začátkem roku 1942 rodina Blairů pronajala nemovitost vládě USA pro oficiální návštěvníky Washingtonu. Vláda pak nemovitost v prosinci následujícího roku odkoupila. Tento krok byl částečně vyvolán žádostí Eleanor Rooseveltové, které vadilo chování Winstona Churchilla během jeho návštěv Bílého domu. Při jedné návštěvě se Churchill ve tři hodiny ráno dokonce pokusil vstoupit do soukromých prostor Franklina Roosevelta, aby vzbudil prezidenta k rozhovoru.

#### Lee House
V roce 1859 Francis Preston Blair postavil vedle Blair House dům pro svou dceru Elizabeth Blair Leeovou a zetě Samuela Phillipse Leea. Budova se stala známou jako Lee House.

#### Peter Parker House a 704 Jackson Place
Peter Parker House se nachází na 700 Jackson Place a přilehlý dům na 704 Jackson Place. Byly postaveny roku 1860. Peter Parker House nese jméno po lékaři Peteru Parkerovi, který zde původně žil. Vláda USA koupila obě nemovitosti v letech 1969 a 1970 poté, co si v nich pronajala kanceláře. Peter Parker House dříve sloužil jako sídlo institucí Civil War Centennial Commission a The Carnegie Endowment for International Peace a je stejně jako Blair House národní kulturní památkou.

### Propojení

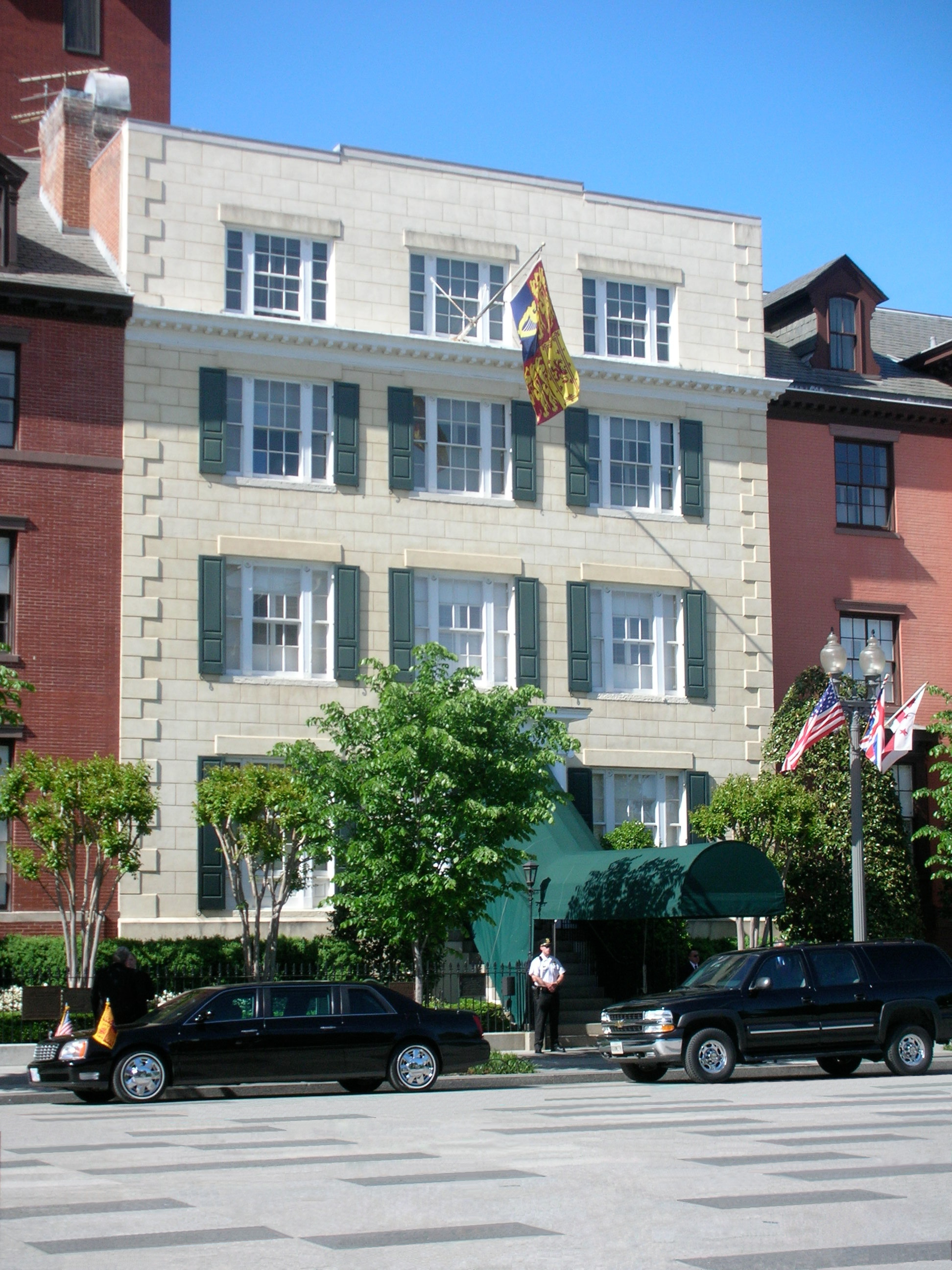
Fasáda původního Blair House během státní návštěvy britské královny Alžběty II. v roce 2007. Na stožáru vlaje královská standarta.

#### Spojení Blair House a Lee House
Během rekonstrukce na počátku 50. let byly Blair House a Lee House spojeny do jednoho komplexu, který byl neformálně označován Blair-Lee House.

#### Spojení Blair-Lee House s budovami Jackson Place

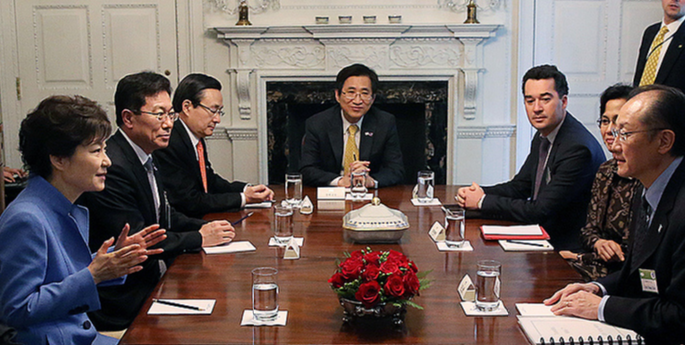
Jihokorejská prezidentka Park Kun-hje (vlevo) pořádá v roce 2013 v Balit House setkání s vedoucími představiteli Světové banky

Na začátku 80. let Kongres přidělil 9,7 milionu dolarů na další renovace a vylepšení nemovitosti. Federální prostředky byly doplněny o 5 milionů dolarů soukromých darů. Nemovitosti na Jackson Place byly propojeny do jediné budovy a poté sloučeny s Blair-Lee House prostřednictvím spojovací chodby v uličce, která domy předtím oddělovala. Během rekonstrukce v letech 1982 až 1988 byly budovy uzavřeny.

### Významní hosté
Mezi významné hosty, kteří pobývali v President's Guest House nebo dříve samostatném Blair House, patří královna Alžběta II., Nikita Chruščov, Vjačeslav Molotov, císař Akihito, Charles de Gaulle, Abubakar Tafawa Balewa, François Mitterrand, Vladimir Putin, Boris Jelcin, Hosni Murarak . Margaret Thatcherová, Gloria Macapagal Arroyo, Javier Perez de Cuellar, Nambaryn Enkhbayar, Aung San Suu Kyi, Narendra Modi, Lee Hsien Loong, Hamid Karzai, Benjamin Netanyahu nebo Justin Trudeau a Luiz Inácio Lula da Silva.
Kromě toho odcházející prezident Spojených států již tradičně nabízí Blair House nově zvolenému prezidentovi na dobu pěti dní před jeho inaugurací. V roce 1992 se Bill Clinton rozhodl zůstat v hotelu Hay–Adams namísto Blair House a v roce 2009 byla zamítnuta žádost nově zvoleného prezidenta Baracka Obamy o ubytování v President's Guest House o dva týdny dříve, než je obvyklé. Důvodem byla předcházející návštěva bývalého australského premiéra Johna Howarda.
Během státního pohřbu bývalého prezidenta Spojených států rodina bývalého prezidenta po dobu obřadů obvykle pobývá v Blair House.
Na začátku svého funkčního období v Blair House žili viceprezidentka Kamala Harrisová a její manžel Douglas Emhoff, protože byla opravována Number One Observatory Circle, oficiální rezidence viceprezidenta. Blair House na opustili na začátku dubna 2021.

## Poloha

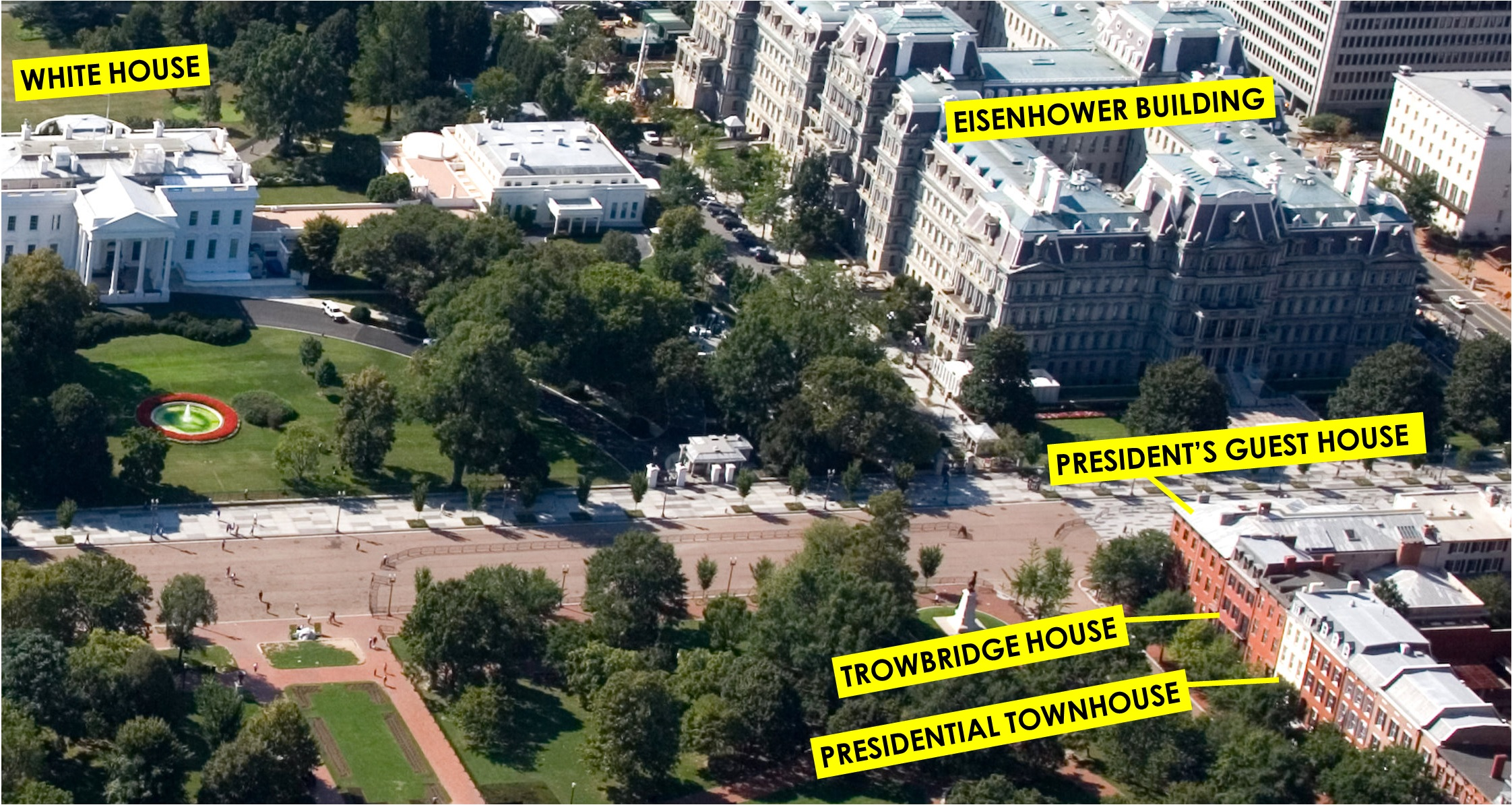
Letecký pohled na Pennsylvania Avenue s President's Guest House a dalšími vládními budovami.

President's Guest House se nachází na křižovatce Pennsylvania Avenue a Jackson Place. Jeho jižní strana stojí naproti budově Eisenhower Executive Office Building, zatímco jeho východní strana stojí před náměstím Lafayette Square. Na západní straně podél Pennsylvania Avenue sousedí s budovou Renwick Gallery. Jeho severní strana, vedoucí podél Jackson Place, přiléhá k Trowbridge House, samostatné prezidentské rezidenci. V zadní části pozemku se nachází Ross Garden, zahrada pojmenovaná po Arthuru Rossovi, který založil nadaci, jejímž úkolem je pozemky udržovat.